# 1990 à Terre-Neuve-et-Labrador
Chronologie de Terre-Neuve-et-Labrador
- 1986
- 1987
- 1988
- 1989
- 1990
- 1991
- 1992
- 1993
- 1994

Cette page concerne les événements survenus en 1990 dans la province canadienne de Terre-Neuve-et-Labrador.

## Politique
- Premier ministre : Clyde Wells
- Chef de l'Opposition :
- Lieutenant-gouverneur :
- Législature :

## Événements
- 5 avril : Terre-Neuve retire officiellement son appui à l'accord du lac Meech[1].
- 22 juin : le premier ministre terre-neuvien Clyde Wells renonce à faire ratifier l'entente. C'est la mort de l'accord du lac Meech. À l'Assemblée nationale du Québec, le gouvernement Robert Bourassa déclare que le Québec sera toujours « une société distincte, libre et capable d'assumer son destin et son développement »[2].

## Naissances

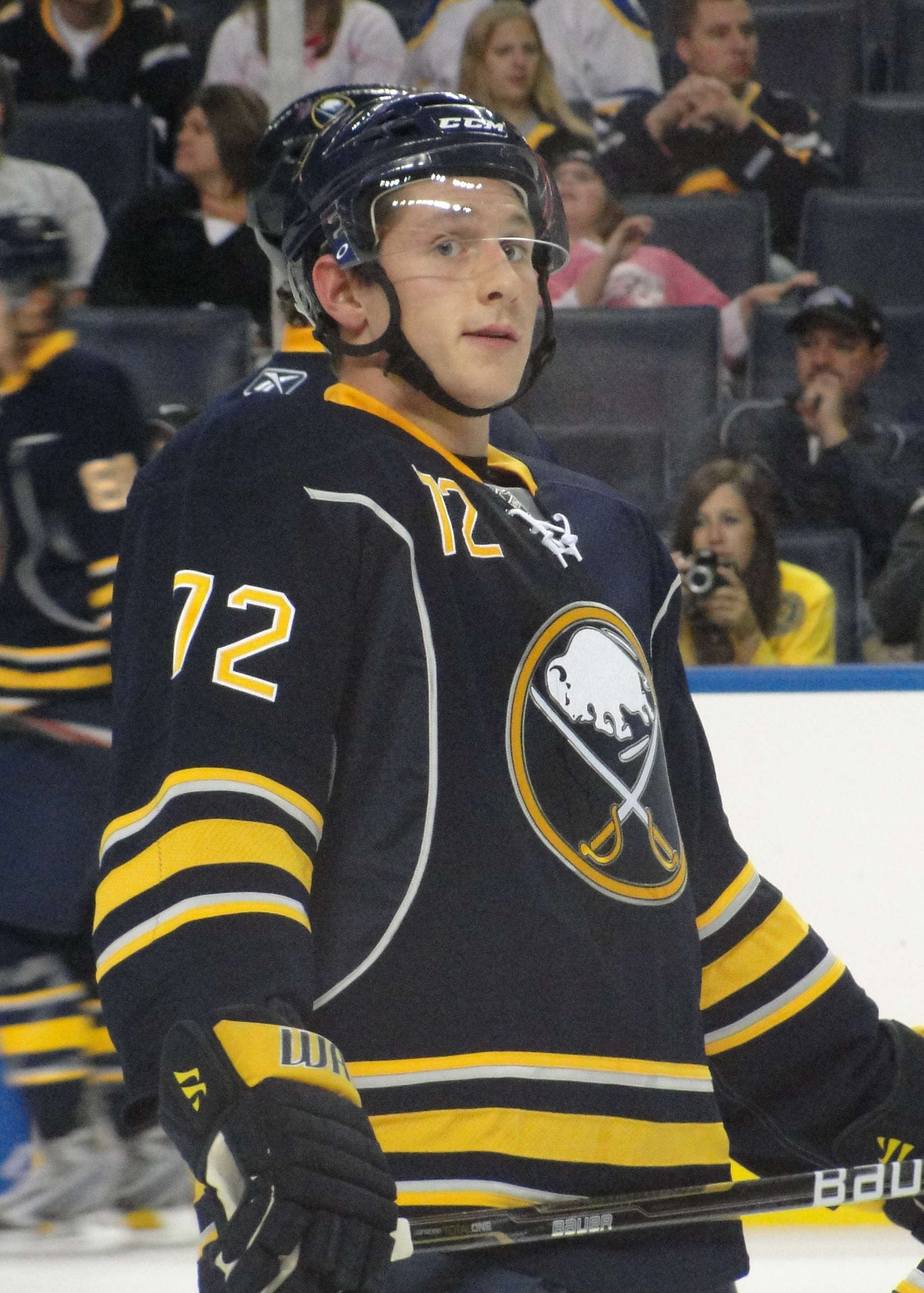
Luke Adam en 2010.

- 18 juin : Luke Adam (né à Saint-Jean de Terre-Neuve), joueur professionnel de hockey sur glace canadien. Il évolue au poste de centre.